# 梅溪镇 (祁阳市)
梅溪镇，是中华人民共和国湖南省永州市祁阳市下辖的一个乡镇级行政单位。

## 行政区划
梅溪镇下辖以下地区：
春光社区、中荷社区、关心社区、大伍村、杨华村、马阻村、李家村、绍江村、城墙村、刘家村、华塘村、月塘村、招旺村、大泉村、广岐村、小泉村、新亭村、月华村、龟山村、大书村、秧塘村、谢阿村、华兴村、石牛村、龙湖村、太子村、珠溪村和新青村。